# Gruppo N
In relazione agli sport automobilistici gestiti dalla FIA, Gruppo N si riferisce ad un regolamento ed alle relative modifiche, che possono essere apportate a specifiche versioni di un'auto di serie per partiecipare alle competizioni di categoria Gruppo N appunto. Il regolamento differisce da quello di Gruppo A che comprende la possibilità di effettuare un numero maggiore e più spinto di modifiche. Le auto del Gruppo N sono soggette a restrizioni per quanto riguarda le modifiche delle specifiche di serie. Il Gruppo N è stato introdotto nel 1982 per sostituire il Gruppo 1, nel quadro della revisione del cosiddetto "annesso J" del regolamento internazionale delle corse automobilistiche.
Per ottenere l'omologazione devono essere costruiti un minimo di 2500 esemplari della versione che poi verrà omologata per le corse,  su 25.000 esemplari dell'intera gamma del modello stesso (per esempio: 2500 Subaru Impreza WRX STi su 25.000 Subaru Impreza).

## Velocità in circuito

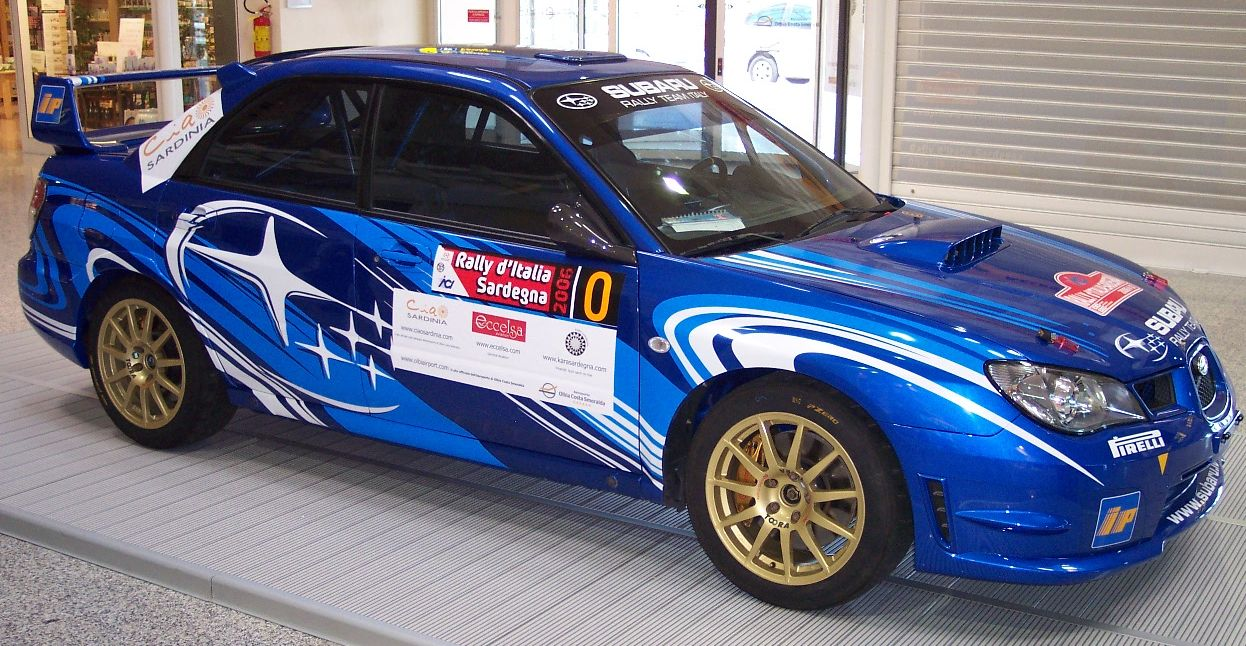
Una Subaru Impreza WRX Gruppo N del 2006

Mentre il Gruppo A è via via diventato la categoria standard per le corse internazionali di categoria turismo, il Gruppo N è diventata una classe più economica. Di solito infatti, in ogni nazione, ci sono due campionati: uno per il Gruppo A e un altro per il Gruppo N. La categoria ha riscosso un certo successo sul finire degli anni novanta quando furono permesse delle modifiche più ampie con l'introduzione della categoria Superturismo.
La categoria è ancora usata in tutto il mondo, specialmente in Giappone che ha il Super Taikyu (Super Endurance, si può anche pronunciare Suupaa Taikyu, スーパー耐久), esiste anche quello italiano, serie di endurance promossa dalla Peroni promotion, ma che hanno sempre un ruolo di secondo piano dopo l'introduzione della Super 2000, la classe di auto che trova spazio nel World Touring Car Championship. Il WTCC è basato su auto di Superproduzione Gruppo N che possono essere largamente modificate

## Rally

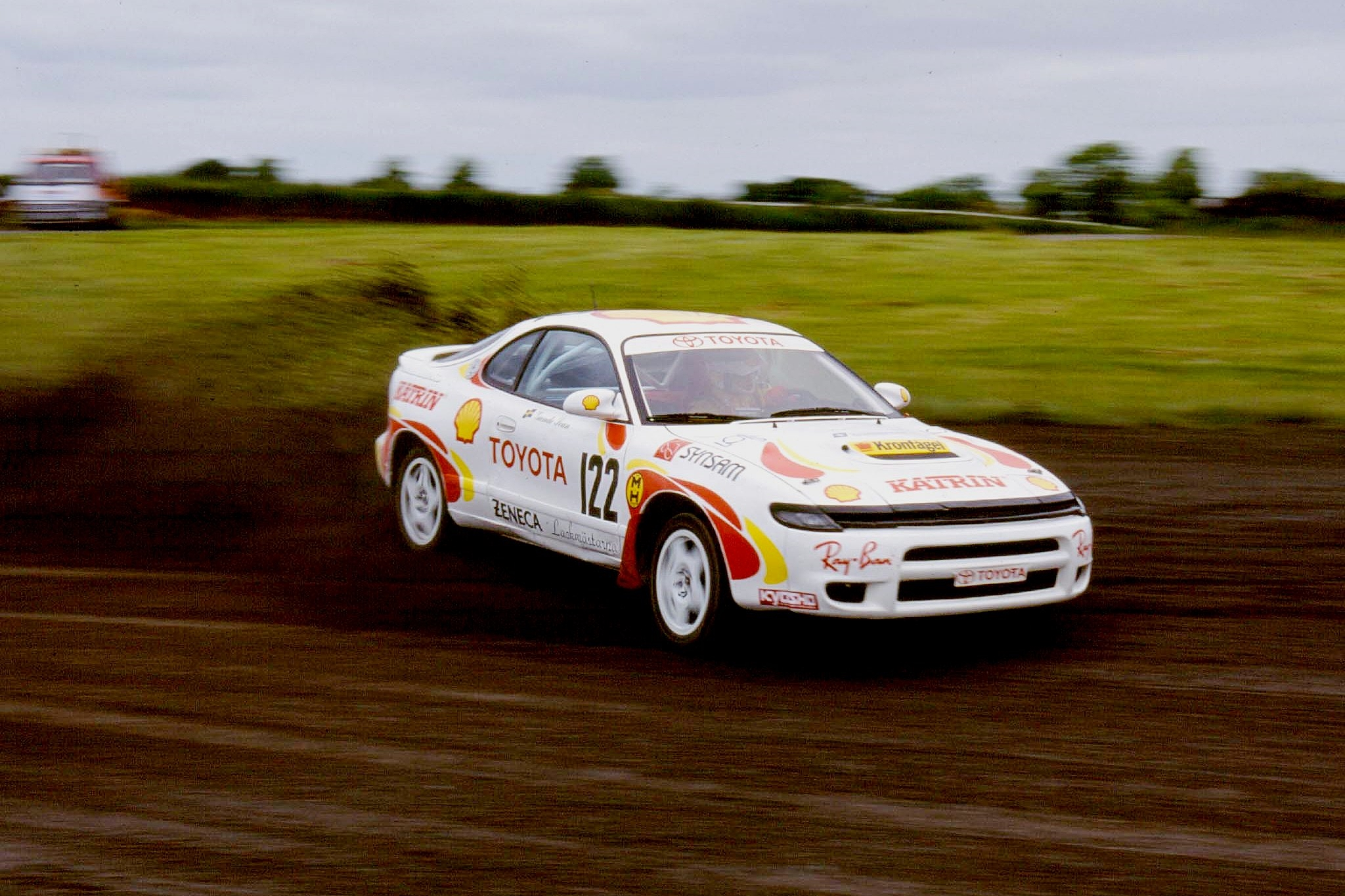
Una Toyota Celica GT-Four Gruppo N nel 1994

Nei Rally il Gruppo N si divide per classi in base alla cilindrata: N0 fino a 1150 cm³, N1 fino a 1400 cm³, N2 fino a 1600 cm³, N3 fino a 2000 cm³, N4 oltre 2000 cm³. Una vettura per essere preparata in Gruppo N necessita di una fiche di omologazione, che non tutte le auto stradali hanno. La preparazione consiste nell'allestimento di sicurezza,  sostituzione scarico, sostituzione centralina, lavorazione sulla testa, molle e ammortizzatori, montaggio di un differenziale autobloccante, montaggio di un cambio ad innesti frontali che però deve rimanere manuale e con lo stesso numero di rapporti del modello stradale ma accorciati. La carrozzeria e la misura di gomme e cerchi deve rimanere identica al modello stradale, con l'eccezione della classe N4 che può montare una misura leggermente più grande di cerchi. La trazione deve rimanere la stessa del modello stradale. Le vetture turbo sono dotate di ALS (Anti-Lag Sistem).
Esempio di vetture divise per gruppi:
- vettura N1 MG ZR 105 con potenza 120-125 cavalli
- vettura N2 Citroën Saxo o Peugeot 106 con potenza 150-155 cavalli
- vettura N3 Renault Clio Rs con potenza 190-195 cavalli
- vettura N4 Mitsubishi Lancer Evolution o Subaru Impreza WRX STi con potenza 300-310 cavalli

Nei rally il Production World Rally Championship (campionato mondiale rally vetture di serie) si corre secondo le regole del Gruppo N. Le auto più usate in questo campionato sono le versioni a quattro ruote motrici sovralimentate principalmente Subaru Impreza WRX e Mitsubishi Lancer Evolution.
La FIA e gli Automobil Club locali si stanno dando da fare per avvicinare i campionati di rally al Gruppo N, per ridurre i costi, ridurre la differenza tra le vetture da gara e quelle di tutti i giorni e ridurre l'impatto ambientale.